# Дина (франшиза)
Дина (енгл. Dune) америчка је научнофантастична медијска франшиза која је започела романом Дина из 1965. који је написао Френк Херберт. Најпродаванији је научнофантастични роман икада. Херберт је потом написао још пет наставака.
Због сличности између неких Хербертових термина и идеја и стварних речи и концепата на арапском језику, као и „исламских призвука” и тема серије, блискоисточни утицај у Хербертовим делима је широко примећен.